# Bassus calcaratus
Bassus calcaratus är en stekelart som först beskrevs av Cresson 1873.  Bassus calcaratus ingår i släktet Bassus och familjen bracksteklar. Inga underarter finns listade.